# Ana Colja
Ana Colja, slovenska manekenka in fotomodel, * 1981
Doslej je sodelovala z oblikovalci kot so Giorgio Armani, Christian Dior, Fendi, Antonio Fusco, Chanel in Lacoste. Njene fotografije so objavljene v revijah Vogue, Marie Claire in Elle. Nastopila je v oglasih za L'Oréal & Avon. Kot fotomodel je začela delati pri 21. letih po osvojenem tretjem mestu na tekmovanju Supermodel Slovenije, ki sta ga organizirali Teja in Vera Hegeduš. Sprva je odšla delat v Milano, kasneje pa se je ustalila v Londonu.
Nekaj časa je delala v Parizu, se vrnila v London, potem je za dve leti odšla v Hamburg. Nato je odšla v Avstralijo, kasneje pa v Los Angeles.

## Agencije
Zastopajo jo matična agencija Model Management (Hamburg), Heffner Management (Seattle) in FORD/Robert Black Agency (Scottsdale, ZDA). V času nosečnosti je delala za modno agencijo, specializirano za noseče fotomodele in igralke.

## Zasebno
Visoka je 175 centimetrov. Je navdušena motoristka. Ima hčer.